# Seorīnārāyan
Seorīnārāyan är en ort i Indien.   Den ligger i distriktet Janjgir-Champa och delstaten Chhattisgarh, i den centrala delen av landet, 900 km sydost om huvudstaden New Delhi. Seorīnārāyan ligger 228 meter över havet och antalet invånare är 8 880.
Terrängen runt Seorīnārāyan är mycket platt. Runt Seorīnārāyan är det ganska tätbefolkat, med 230 invånare per kvadratkilometer. Närmaste större samhälle är Kharod, 3,0 km nordväst om Seorīnārāyan. Trakten runt Seorīnārāyan består till största delen av jordbruksmark.